# Hugo Salabio
Pas d'image ? Cliquez ici

a Compétitions nationales et continentales officielles uniquement.

b Matchs officiels uniquement.
Hugo Salabio, né le 27 juillet 2000 à Marseille, est un joueur de rugby à XIII français évoluant au poste de pilier. Il découvre le rugby à XIII à Saint Martin de Crau et intègre l'équipe jeunes des Dragons Catalans. Il débute en Championnat de France lors de la saison 2019 avec la réserve Saint-Estève XIII Catalan et connaît la même année une victoire en Championnat d'Europe des moins de dix-neuf ans avec l'équipe de France juniors et sa première sélection avec l'équipe de France contre la Serbie fin 2018. Le 2 septembre 2022, il dispute sa première rencontre en Super League avec les Dragons Catalans contre Wigan.

## Palmarès
- Collectif :
  - Vainqueur du Championnat de France : 2019 (Saint-Estève XIII Catalan).
  - Vainqueur du Championship : 2021 (Toulouse).
  - Vainqueur du Championnat d'Europe des moins de dix-neuf ans : 2018 (France).
  - Finaliste de la Coupe de France : 2019 (Saint-Estève XIII Catalan).

### Détails en sélection
| 1. | 7 octobre 2018  | Serbie  | 54-2 | Amical     | Remplaçant | - | - | - | - |
| 2. | 22 octobre 2024 | Ukraine | 74-8 | Qualif. CM | Remplaçant | - | - | - | - |

### Détails en club
| Saison  | Saison                   | Championnat      | Championnat | Championnat | Championnat | Championnat | Championnat | Championnat | Coupe           | Coupe      | Coupe | Coupe | Coupe | Coupe | Coupe | Sélection | Sélection | Sélection | Sélection | Sélection | Sélection | Sélection |
| Saison  | Saison                   | Comp.            | Class.      | M           | Pts         | Ess.        | Buts        | Dp.         | Comp.           | Class.     | M     | Pts   | Ess.  | Buts  | Dp.   | Comp.     | M         | Pts       | Ess.      | Buts      | Dp.       |           |
| ------- | ------------------------ | ---------------- | ----------- | ----------- | ----------- | ----------- | ----------- | ----------- | --------------- | ---------- | ----- | ----- | ----- | ----- | ----- | --------- | --------- | --------- | --------- | --------- | --------- | --------- |
| 2018-19 | St-Estève XIII Catalan   | Champ. de France | Champion    | 14          | -           | -           | -           | -           | Coupe de France | Finaliste  | -     | -     | -     | -     | -     |           | 1         | -         | -         | -         | -         |           |
| 2019-20 | St-Estève XIII Catalan   | Champ. de France | Annulé      | 9           | 4           | 1           | -           | -           | Coupe de France | Annulé     |       |       |       |       |       |           |           |           |           |           |           |           |
| 2020-21 | St-Estève XIII Catalan   | Champ. de France | 1/2 finale  | 7           | 4           | 1           | -           | -           | Coupe de France | Annulé     |       |       |       |       |       |           |           |           |           |           |           |           |
| 2021    | Toulouse olympique XIII  | Championship     | Champion    | 2           | -           | -           | -           | -           |                 |            |       |       |       |       |       |           |           |           |           |           |           |           |
| 2022    | Dragons Catalans         | Super League     | 1er tour    | 1           | -           | -           | -           | -           | Challenge Cup   | 1/4 finale | -     | -     | -     | -     | -     |           |           |           |           |           |           |           |
| 2022    | ↪ St-Estève XIII Catalan | Champ. de France | 1/2 finale  | 11          | 4           | 1           | -           | -           | Coupe de France | Annulé     |       |       |       |       |       |           |           |           |           |           |           |           |
| 2022-23 | XIII Baroudeur de Pia    | Champ. de France | Barrage     | 10          | 8           | 2           | -           | -           | Coupe de France | 1/4 finale |       |       |       |       |       |           |           |           |           |           |           |           |
| 2023    | Wakefield Trinity        | Super League     | 12e         | 3           | -           | -           | -           | -           | Challenge Cup   | 1/8 finale | -     | -     | -     | -     | -     |           |           |           |           |           |           |           |
| 2024    | Huddersfield Giants      | Super League     | 9e          | 10          | -           | -           | -           | -           | Challenge Cup   | 1/2 finale | 2     | -     | -     | -     | -     |           |           |           |           |           |           |           |